# Ensenada Aguayo
Ensenada Aguayo är en vik i Antarktis. Den ligger i Västantarktis. Argentina, Chile och Storbritannien gör anspråk på området.